# Naxidia roseni
Naxidia roseni är en fjärilsart som beskrevs av Eugen Wehrli 1931. Naxidia roseni ingår i släktet Naxidia och familjen mätare. Inga underarter finns listade i Catalogue of Life.